# Onthophagus opulentus
Onthophagus opulentus là một loài bọ cánh cứng trong họ Bọ hung (Scarabaeidae).